# Sedro–Woolley
Sedro–Woolley az Amerikai Egyesült Államok északnyugati részén, Washington állam Skagit megyéjében elhelyezkedő város. A 2010. évi népszámlálási adatok alapján 10 540 lakosa van.
1898-ban megbeszélést tartottak Sedro és Woolley települések egyesüléséről és az új helység nevéről. A szavazás során a Sedro változat nyert egy vokssal. Mivel Woolley alapítójának fia, Burt Woolley (vagy Bert Woolley) nem tudta elfogadni az eredményt, a döntő szavazólapot lenyelte. A névvel kapcsolatban sikerült konszenzusra jutni, így az illetékesek a Sedro–Woolley név mellett döntöttek.
A város iskoláinak fenntartója a Sedro–Woolley-i Tankerület.

## Éghajlat
A város éghajlata mediterrán (a Köppen-skála szerint Csb).
| Hónap                                   | Jan.  | Feb.  | Már.  | Ápr. | Máj. | Jún. | Júl. | Aug. | Szep. | Okt. | Nov.  | Dec.  | Év    |
| --------------------------------------- | ----- | ----- | ----- | ---- | ---- | ---- | ---- | ---- | ----- | ---- | ----- | ----- | ----- |
| Rekord max. hőmérséklet (°C)            | 19,0  | 23,0  | 28,0  | 34,0 | 35,0 | 37,0 | 37,0 | 36,0 | 33,0  | 30,0 | 24,0  | 23,0  | 37,0  |
| Átlagos max. hőmérséklet (°C)           | 6,9   | 9,3   | 11,8  | 15,3 | 18,7 | 21,2 | 23,8 | 23,8 | 20,7  | 15,8 | 10,4  | 7,6   | 15,5  |
| Átlagos min. hőmérséklet (°C)           | 0,2   | 1,1   | 2,4   | 4,4  | 6,8  | 9,3  | 10,2 | 10,3 | 8,4   | 5,8  | 3,0   | 1,1   | 5,3   |
| Rekord min. hőmérséklet (°C)            | −19,0 | −18,0 | −13,0 | −4,0 | −4,0 | −1,0 | −1,0 | 1,0  | −2,0  | −7,0 | −16,0 | −17,0 | −19,0 |
| Átl. csapadékmennyiség (mm)             | 146   | 107   | 110   | 90   | 73   | 65   | 37   | 43   | 77    | 117  | 165   | 154   | 1184  |
| Forrás: Western Regional Climate Center |       |       |       |      |      |      |      |      |       |      |       |       |       |

## Népesség
A 2010-es népszámláláskor a városnak 10 540 lakója, 3995 háztartása és 2609 családja volt. A népsűrűség 944,4 fő/km2. A lakóegységek száma 4303, sűrűségük 385,6 db/km2. A lakosok 86,1%-a fehér, 0,3%-a afroamerikai, 1,9%-a indián, 1,4%-a ázsiai,  6,8%-a egyéb, 3,3%-a pedig kettő vagy több etnikumú. A spanyol vagy latino származásúak aránya 14% (   )
A háztartások 36,9%-ában élt 18 évnél fiatalabb. 43,9% házas, 14,9% egyedülálló nő, 6,5% egyedülálló férfi, 34,7% pedig nem család. 27% egyedül élt; 10,2%-uk 65 éves vagy idősebb. Egy háztartásban átlagosan 2,59 személy élt; a családok átlagmérete 3,12 fő.
A medián életkor 33,7 év volt. A város lakóinak 27,3%-a 18 évesnél fiatalabb, 9% 18 és 24 év közötti, 28,2%-uk 25 és 44 év közötti, 22,7%-uk 45 és 64 év közötti, 12,7%-uk pedig 65 éves vagy idősebb. A lakosok 48,3%-a férfi, 51,7%-a pedig nő.